# Liste der Biografien/Witw
Liste der Biografien |
Portal Biografien |
Personensuche
# |
A |
B |
C |
D |
E |
F |
G |
H |
I |
J |
K |
L |
M |
N |
O |
P |
Q |
R |
S |
T |
U |
V |
W |
X |
Y |
Z |
?
 
Wa |
Wc |
Wd |
We |
Wh |
Wi |
Wj |
Wl |
Wn |
Wo |
Wr |
Ws |
Wt |
Wu |
Ww |
Wy |
Wz
 
Wia |
Wib |
Wic |
Wid |
Wie |
Wif |
Wig |
Wih |
Wii |
Wij |
Wik |
Wil |
Wim |
Win |
Wio |
Wip |
Wir |
Wis |
Wit |
Wiv |
Wiw |
Wix |
Wiz
 
Vorlage:Liste der Biografien/Wit
Die Liste der Biografien führt alle Personen auf, die in der deutschsprachigen Wikipedia einen Artikel haben. Dieses ist eine Teilliste mit 6 Einträgen von Personen, deren Namen mit den Buchstaben „Witw“ beginnt.

## Witw

### Witwe
- Witwer, Harald (* 1977), österreichischer Politiker (ÖVP), Abgeordneter zum Vorarlberger Landtag
- Witwer, Hartmann (1776–1825), österreichischer Bildhauer
- Witwer, Josef Klemens (1760–1808), österreichischer Bildhauer
- Witwer, Sam (* 1977), US-amerikanischer Schauspieler und SynchronsprecherSam Witwer (* 1977)

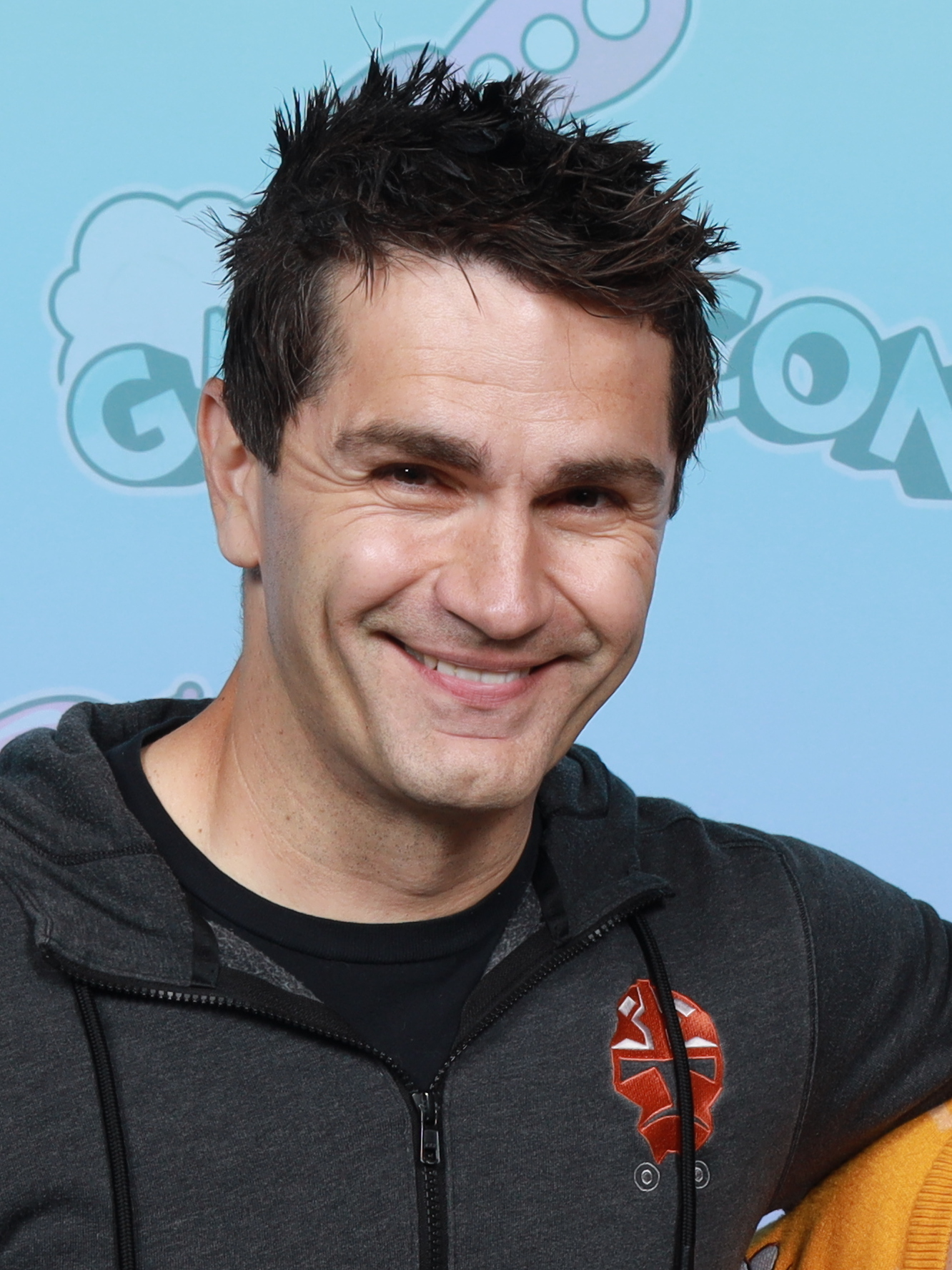
Sam Witwer (* 1977)

### Witwi
- Witwicki, Stefan (1801–1847), polnischer Dichter
- Witwicki, Władysław (1878–1948), polnischer Philosoph, Psychologe und Übersetzer